# فاوستينو ساينز مونيوث
فاوستينو ساينز مونيوث (بالإسبانية: Faustino Sainz)‏ هو كاهن كاثوليكي ودبلوماسي إسباني، ولد في 5 يونيو 1937 في المعدن في إسبانيا، وتوفي في 31 أكتوبر 2012 في إسبانيا.